# Levrange
Levrange è una frazione del comune bresciano di Pertica Bassa posto in una vallata più meridionale rispetto alla sede municipale.

## Storia
La località è un piccolo villaggio montano della Val Sabbia di antica origine.
Levrange divenne frazione di Vestone su ordine di Napoleone, ma gli austriaci annullarono la decisione al loro arrivo nel 1815 con il Regno Lombardo-Veneto.
Dopo l'unità d'Italia il paese non ebbe alcuna significativa crescita. Fu il fascismo a decidere la soppressione del comune unendolo a Ono Degno nella nuova Pertica Bassa.